# 南大寺駅
南大寺駅（なんだいじえき）は中華人民共和国河北省秦皇島市海港区にある、中国鉄路総公司（CR）京哈線の駅。1919年に開業。北京鉄路局所属の4等駅に設定されている。
旅客営業は行っておらず、貨物のみの扱いの駅である。

## 駅周辺
- 205国道（中国語版）
- 秦皇島野生動物園

## 隣の駅
中国鉄路総公司
京哈線
北戴河駅 - 南大寺駅 - 秦皇島駅